# 吐蕃贊普傳記
《吐蕃贊普傳記》（英文：Old Tibetan Chronicle）是一本关于西藏的雅礱王朝和吐蕃帝國的古藏文著作，以散文與詩歌描述吐蕃贊普的生平，風格類似中國史書中的列傳。现存的版本來自中國甘肅省敦煌市莫高窟的藏經洞，這批敦煌文獻在11世纪的時候被封藏起來，二十世紀初被重新發現。它與《吐蕃大事紀年》是现存西藏最早的史料。

## 发现

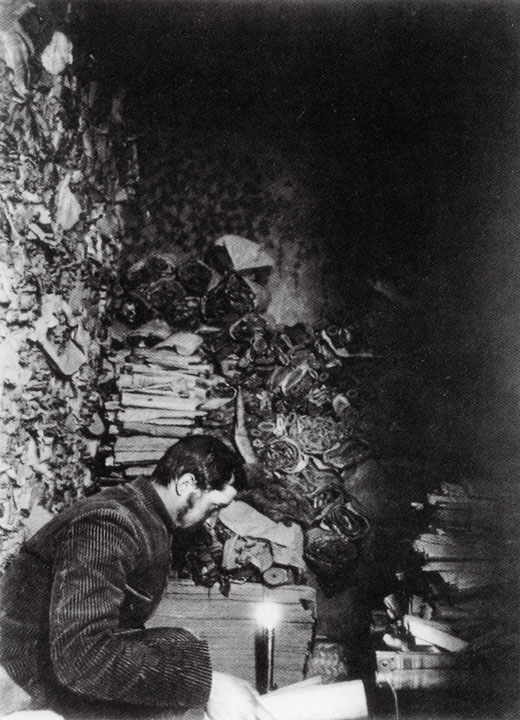
伯希和在莫高窟藏經洞中檢視寫本

從公元781年到848年，吐蕃统治沙州（今敦煌），因此莫高窟藏經洞中藏有約12,000件古藏文文獻。1900年6月22日，道士王圓籙在清理積沙時意外發現了藏有寫經、文書和文物6萬多件的藏經洞（即莫高窟第17窟）。1907年3月，英國人马尔克·奥莱尔·斯坦因以四塊馬蹄銀（約二百兩）向王圓籙換得寫本200捆、文書24箱和絹畫絲織物5大箱。1908年，法國人伯希和聞風而至，以白銀500兩換得6000餘卷漢文寫本和不少古藏文寫本、200多幅紙絹畫、20餘件木雕及大批絹幡和絲織品。1914年，斯坦因再次來到敦煌，獲得寫本570餘卷。斯坦因所蒐集的古藏文寫本原藏印度事務部圖書館，現藏大英圖書館；伯希和所蒐集的古藏文寫本現藏法國國家圖書館。

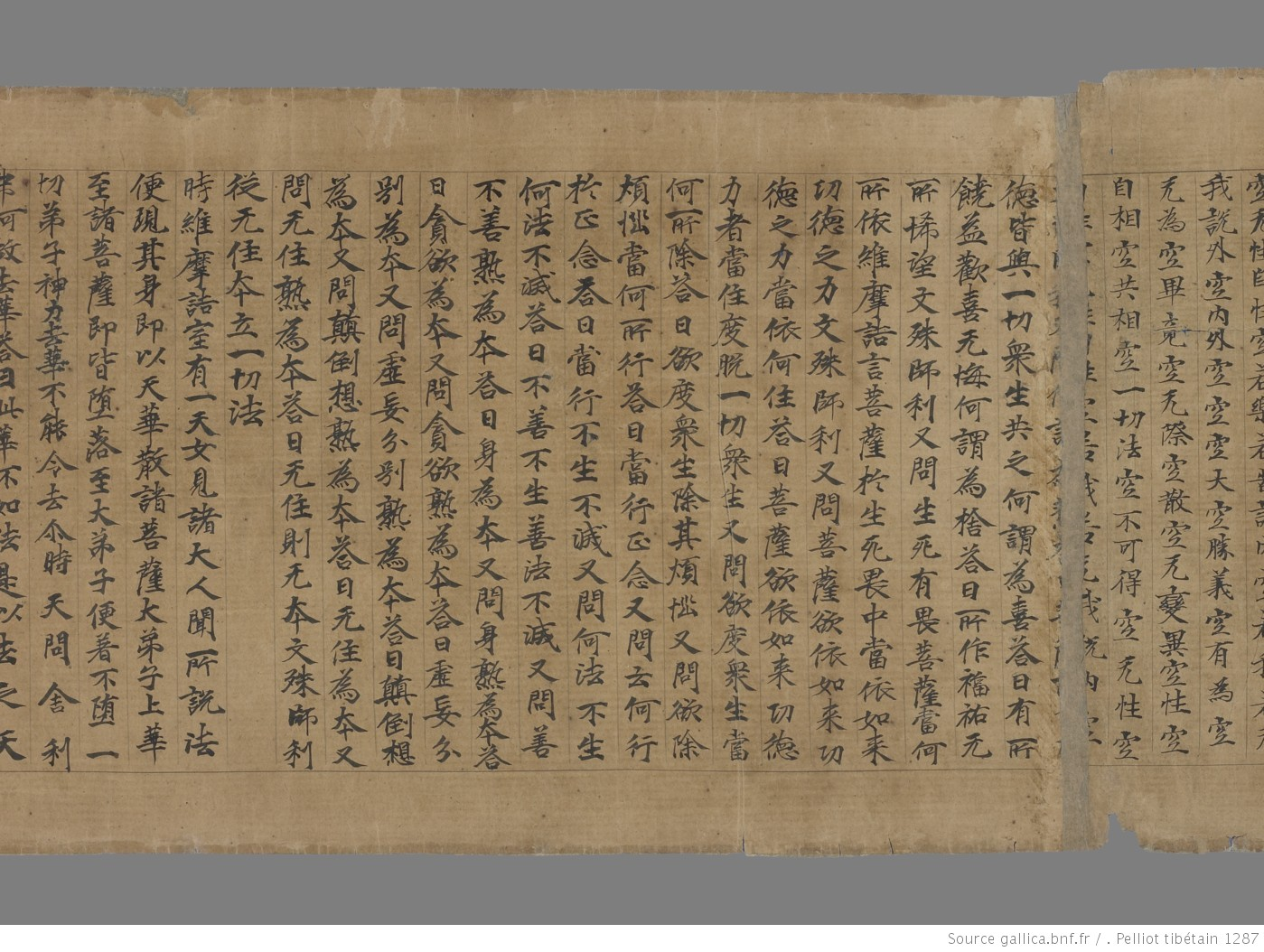
手卷反面的《維摩詰所說經·觀眾生品第七》

《吐蕃贊普傳記》手卷寫本是巴黎法國國家圖書館伯希和藏文收藏的一部分，編號Pelliot Tibétain 1287（簡稱P.T. 1287）。手卷是由漢文佛經殘卷粘贴而成，古藏文写在空白的正面。另一個與其內容關係密切的手卷編號為Pelliot Tibétain 1286（簡稱P.T. 1286），有些學者將其當成《吐蕃贊普傳記》的一部分，有些學者將其稱為《小邦邦伯家臣及贊普世系》。此外有兩片貝葉經內容與P.T. 1287相似，編號P.T. 1144和IOL Tib J 1375。學者認為這是《吐蕃贊普傳記》貝葉經版的一部分，而它很可能是手卷版的前身。

## 内容

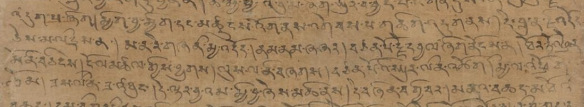
關於止貢贊普的片段

《吐蕃贊普傳記》共有10節，536行，以每個贊普分節來寫。除了贊普傳記以外，記錄的大事包括吐蕃歷任大相、會盟、征戰、頒獎、聯姻等，還記錄了民間的傳說神話、古代歌謠等口頭創作。本卷最晚的贊普后来被称为朗达玛，因此本書必定是在他统治時期之後才編成，也就是公元840年代。白桂思認為後世將早期史料編成本卷的時間可能遲至十一世紀。乌瑞认为本卷是在敦煌編成，而不是衛藏。
本卷描述第一位贊普聶赤贊普從天上下降，統治結束後用天繩回到天上，但止貢贊普時回到天上的天繩斷裂，因此止貢贊普成為贊普世系中第一个死亡的贊普。 本卷在此之后讲述了推翻Zingpoje王子的故事。本卷继续叙述歷任贊普，直到松赞干布 (統治時期約公元605-649年)。这一部分的內容实际集中在大臣瓊波·邦色的活动上。本卷继续叙述歷任贊普，直到赤松德贊(統治時期約公元756-800年)，以歌謠讚頌他战胜象雄王李迷夏。本卷接著倒敘赤都松赞 (676-704年統治)，以及他战胜噶爾氏家族奪回權力的事蹟。
本卷並沒有全面的描述吐蕃历史。部分原因是因为它是从更早的叙事和歌謠編輯而成。也有學者認為本卷內容反映了特定部族的利益。與巴协代表巴氏族的利益類似。本卷與《吐蕃大事紀年》在松赞干布统治時期都沒有提到佛教，與后世藏传佛教史書說松赞干布提倡佛教不同。本卷只说赤松德贊在位期间，「信奉无与伦比的佛教，国家的中心以及边境地区都有佛寺。」

## 影響
本卷是西藏史學傳統的一部分，如後世的《賢者喜宴》與《巴協》都曾引用其中故事。

## 年代的问题
本卷剛发表時就知道年代存在问题。战胜李迷夏是在赤松德贊那一節下叙述，但胜利歌謠和接下來的叙事說的贊普卻是一百多年前的松赞干布。 此外，本卷以赤都松赞的统治(676-704)結尾，其統治時期在松赞干布和赤松德贊之间。关于年代错误主要有两个理论。斯巴尼安（Ariane Macdonald-Spanien）、今枝由郎认为，年代错亂是因为本卷是由从各种不同的来源編輯而成。烏瑞則认为，寫本编写完成後曾被切割再重新組合，因此順序錯亂了。他猜測后來剪贴的目的可能是为了将征服李迷夏與赤松德贊聯繫起來，並指出苯教历史也作此聯繫。

## 版本
本卷目前沒有單行本，而是與其他敦煌文獻中的吐蕃史料收錄在一起出版。雅克·巴科於1940年出版《敦煌文書中之吐蕃史料》，以羅馬字母轉寫古藏文，但沒有附上史料原件。斯巴尼安、今枝由郎於1978-1979年影印出版《巴黎國立圖書館所藏敦煌藏文文獻選》，使學者可以直接研究史料原件以解決疑問。本卷漢譯本收錄在《敦煌本吐蕃历史文书增订本》與《敦煌藏文吐蕃史文献译注》中。

## 脚注
1. ↑  林冠群（2011年），第65-66页
2. ↑  Kapstein & Dotson（2013年），第38页
3. ↑  Dotson（2009年），第9页
4. ↑  赵青山（2009年）
5. 1 2  趙天英 & 楊富學（2009年）
6. ↑  施秀萍（2016年）
7. ↑  林冠群（2011年），第66页
8. ↑  Dotson（2011年），第231,241页
9. ↑  Uray（1968年），第124-125页
10. ↑  Dotson（2009年），第1页
11. ↑  Beckwith & Walter（2015年）
12. ↑  Uray（1968年），第135页
13. ↑  Uray（1968年），第136–137页
14. ↑  "Preface to the Asianart.com edition of this article." （页面存档备份，存于） By Amy Heller, Jan 21, 2007.
15. ↑  Bacot，Thomas & Toussaint（1940年），第153页
16. ↑  Dotson（2011年），第231页
17. 1 2  Macdonald & Imaeda（1979年）
18. ↑  Uray（1968年），第135–136页
19. ↑  Bacot，Thomas & Toussaint（1940年）
20. ↑  林冠群（2011年），第61,64页
21. ↑  王尧 & 陈践（1992年）
22. ↑  黄布凡 & 马德（2000年）

## 外部連結
- Nathan Hill英譯《吐蕃贊普傳記第一》（页面存档备份，存于）
- 牛津大學西藏法律項目的英文摘譯《吐蕃贊普傳記》（页面存档备份，存于）
- 羅馬字母轉寫的《吐蕃贊普傳記》P.T. 1287（页面存档备份，存于），IOL Tib J 1375（页面存档备份，存于）
- 法國國家圖書館手卷P.T. 1287圖片（页面存档备份，存于），貝葉經P.T. 1144圖片（页面存档备份，存于）